# Коридор
Вижте пояснителната страница за други значения на Коридор.
Коридор в архитектурата е вид помещение, представляващо дълъг тесен проход в здание, което служи за връзка със стаи или апартаменти, разположени на същия етаж. Може също така да бъде пространството между входа и вътрешно стълбище. Това е помещение, в което не се живее, то служи само като преход и осигурява достъп до отделните помещения, без да е необходимо да се преминава през други стаи. Често срещано е в по-големи учреждения и хотели. Дългите и тъмни коридори оказват негативно психическо влияние на човека. По-широките коридори дават възможност за творческа изява при повече въображение.